# Gokishichidō

Goki-shichidō superposé aux anciennes provinces, d'ouest en est :
Saikaidō
San'indō
San'yōdō
Nankaidō
Kínai
Hokurikudō
Tōsandō
Tōkaidō

Gokishichidō (五畿七道, lit. « cinq provinces et sept routes ») est le nom d'une ancienne organisation administrative du Japon mise en place pendant la période Asuka (538-710). Cette organisation perdura jusqu'à la période Muromachi (1336-1573).
Le Gokishichidō consistait en une division en cinq provinces appelée Kínai (畿内) ayant une capitale et en la création de sept axes de communications (道, dō), (circuit ou voie). À partir de 701 et du code de Taihō (ritsuryō), le pays fut au total divisé en 66 provinces et 592 districts.

## Kinai
Les cinq provinces du Kinai sont :
- province de Yamato
- province de Yamashiro
- province de Kawachi
- province de Settsu
- province d'Izumi

Elles correspondent en partie à l'actuelle région du Kansai.

## Dō
Les sept dō reliaient la capitale impériale au reste du territoire. Ces routes étaient jalonnées d'étapes et donnaient leur nom aux régions correspondantes.
- Tōkaidō partait en direction de l'est en suivant la côte de l'océan Pacifique
- Tōsandō partait vers le nord-est à travers les Alpes japonaises
- Hokurikudō partait vers le nord-est en suivant la côte de la mer du Japon
- San'indō partait vers l'ouest en suivant la côte de la mer du Japon
- San'yōdō vers l'ouest
- Nankaidō vers la péninsule de Kii et les îles d'Awaji et Shikoku
- Saikaidō vers Kyūshū

Les routes du Gokishichidō ne doivent pas être confondues avec les routes du Gokaidō qui ont été créées lors de la période Edo (1600-1868). Seul le circuit du Tōkaidō appartient à la fois au Gokishichidō et au Gokaidō.